# Беклометазона дипропионат
Беклометазона дипропионат (Beclometasoni dipropionas) — глюкокортикоид. Полное химическое название 9a-Хлор-11b,17a,21-триокси-16b-метил- 1,4-прегнадиен-3,20-диона 17,21-дипропионат, или 9a-хлор-16b-метил-преднизолондипропионат.
Синонимы: Beclocort, Beclosol, Beclotaide, Beclovent, Becotide, Gnadion, Propavent, Sanasthmyl, Vanceril, Viarex и др. Выпускается в виде аэрозоля для ингаляций.
Применяют при бронхиальной астме, главным образом в случаях, когда неэффективны обычные бронходилататоры и кромолин- натрий (интал). Взрослым назначают по 2 дозированные ингаляции (всего 100 мкг) 3 — 4 раза в сутки; в особо тяжёлых случаях производят до 12 — 16 ингаляций (600—800 мкг) в сутки. Детям назначают по 1 — 2 ингаляции (50 — 100 мкг) 2 — 4 раза в сутки. Максимальная суточная доза для взрослых не должна превышать 20 ингаляций (1 мг); для детей до 12 лет — 10 ингаляций (500 мкг). Препарат не оказывает купирующего действия; эффект развивается обычно постепенно, в течение первой недели. При необходимости можно сочетать бекотид с бронходилататорами, кромолин-натрием, антибиотиками. При длительном применении препарата может развиться кандидоз полости рта, требующий применения противогрибковых средств.
Противопоказан при беременности, активном туберкулёзе различных органов (при туберкулёзе лёгких в неактивной форме); осторожность необходима при назначении больным с недостаточностью надпочечников.
Формы выпуска: Аэрозольные баллоны, содержащие 200 или 120 разовых доз препарата (0,05 мг или 0,25 мг) — для ингаляции и назального применения.